# Ntokou
Ntokou aussi connu sous le nom de konda, est une localité de la République du Congo située dans le département de la Cuvette sur une altitude de 304 m. Elle est le chef-lieu du district homonyme.